# Лиманское (Запорожская область)
Лиманское (укр. Лиманське) — село,
Кирилловский поселковый совет,
Акимовский район,
Запорожская область,
Украина.
Код КОАТУУ — 2320355403. Население по переписи 2001 года составляло 186 человек.

## Географическое положение
Село Лиманское находится на полуострове, образованном Утлюкским и Молочным лиманами. Автомобильная дорога Т-0820 Акимовка—Кирилловка образует единственную улицу села. Параллельно дороге идёт оросительный канал, огибая Лиманское с востока.
В 6 км к югу от Лиманского находится пгт Кирилловка, в 3 км к северу — село Косых.

## История
- Село было основано в 1820 году под названием Кучугуры. Слово кучугура. ru.wiktionary.org. Дата обращения: 25 мая 2020. обозначает холм, бугор.
- 9 февраля 1978 года постановлением Верховного Совета УССР переименовано в село Лиманское.
- В 2009 году в селе было установлено 5 к ряду лежачих полицейских, ограничение скорости в 20 км/час и камеры видеонаблюдения, что привело к возникновению в селе постоянных транспортных заторов.[3]

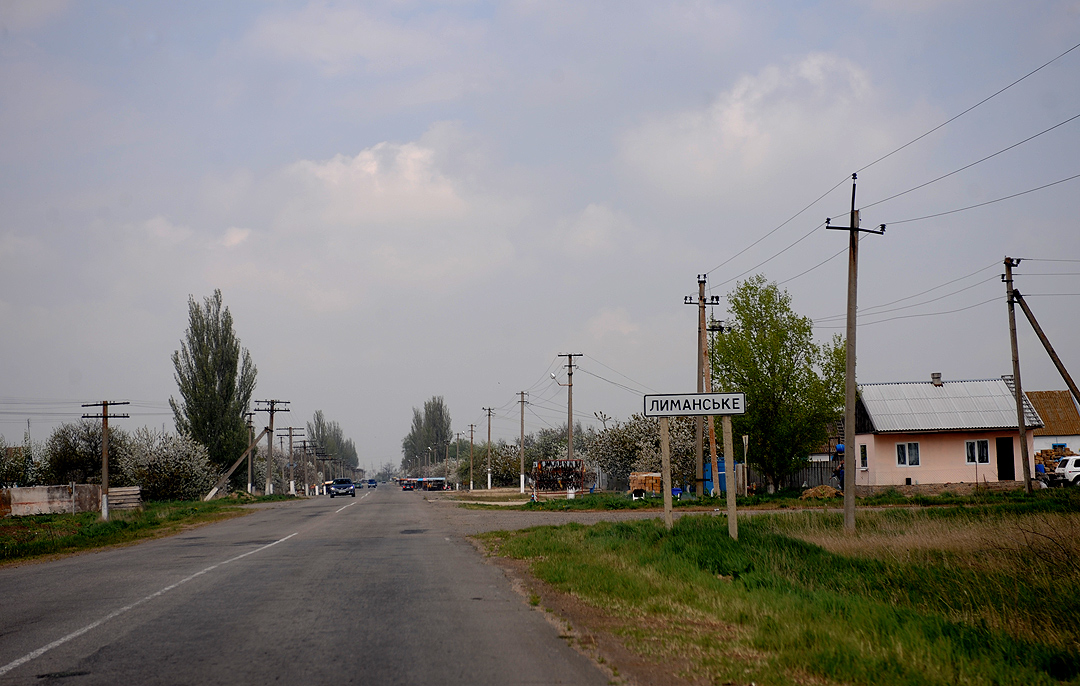
Въезд в Лиманское
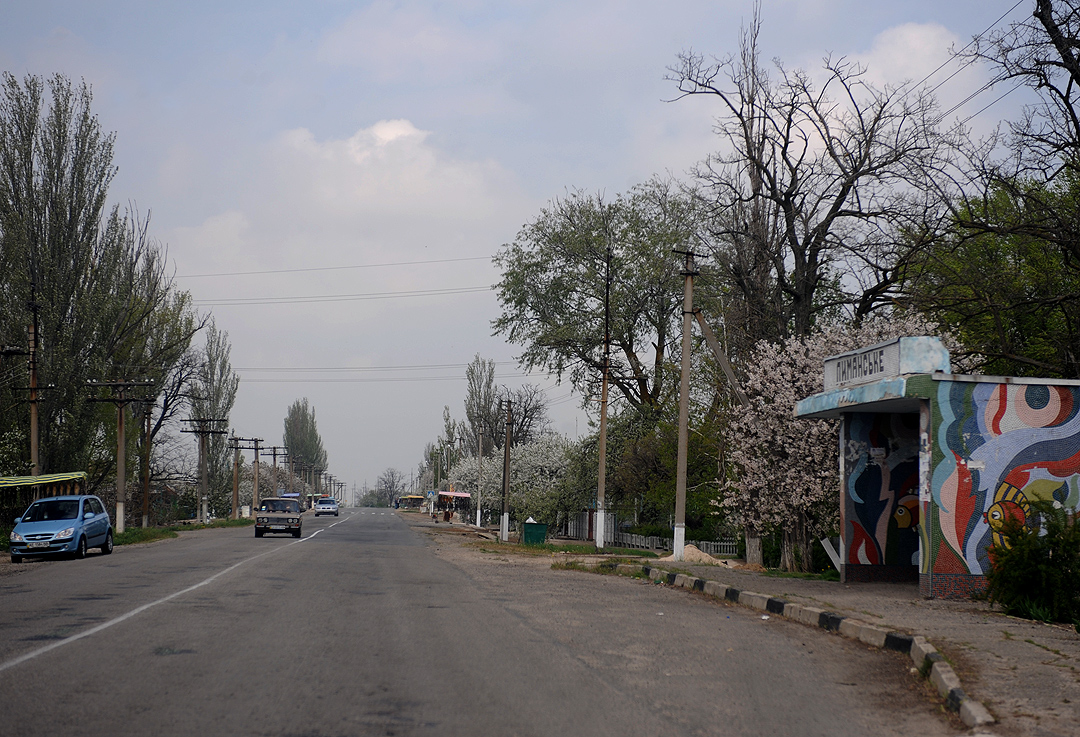
Автобусная остановка
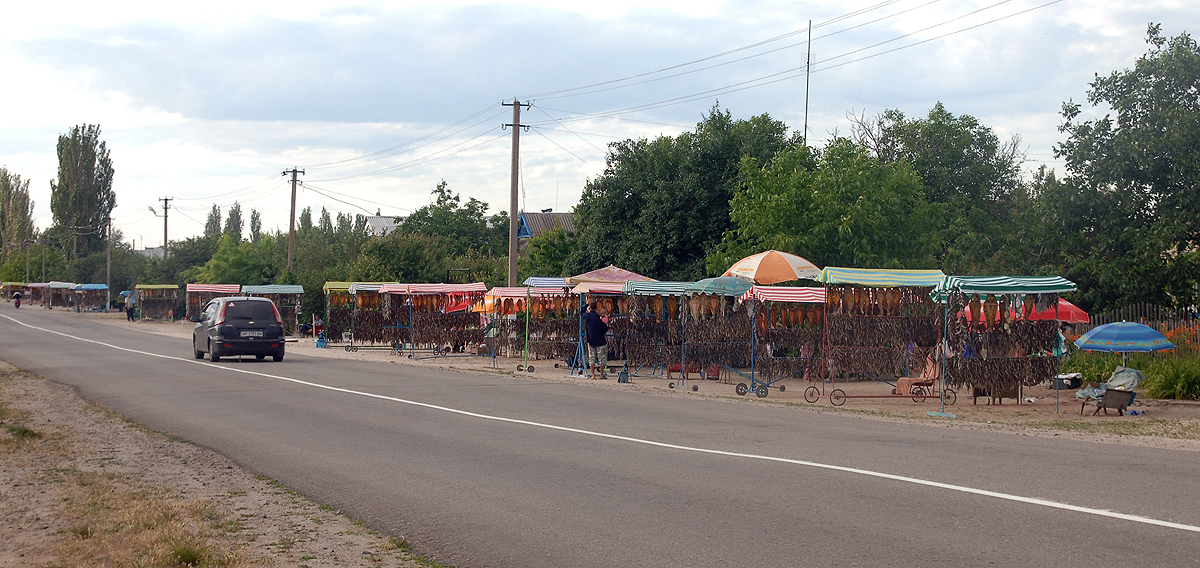
Торговля рыбой на трассе
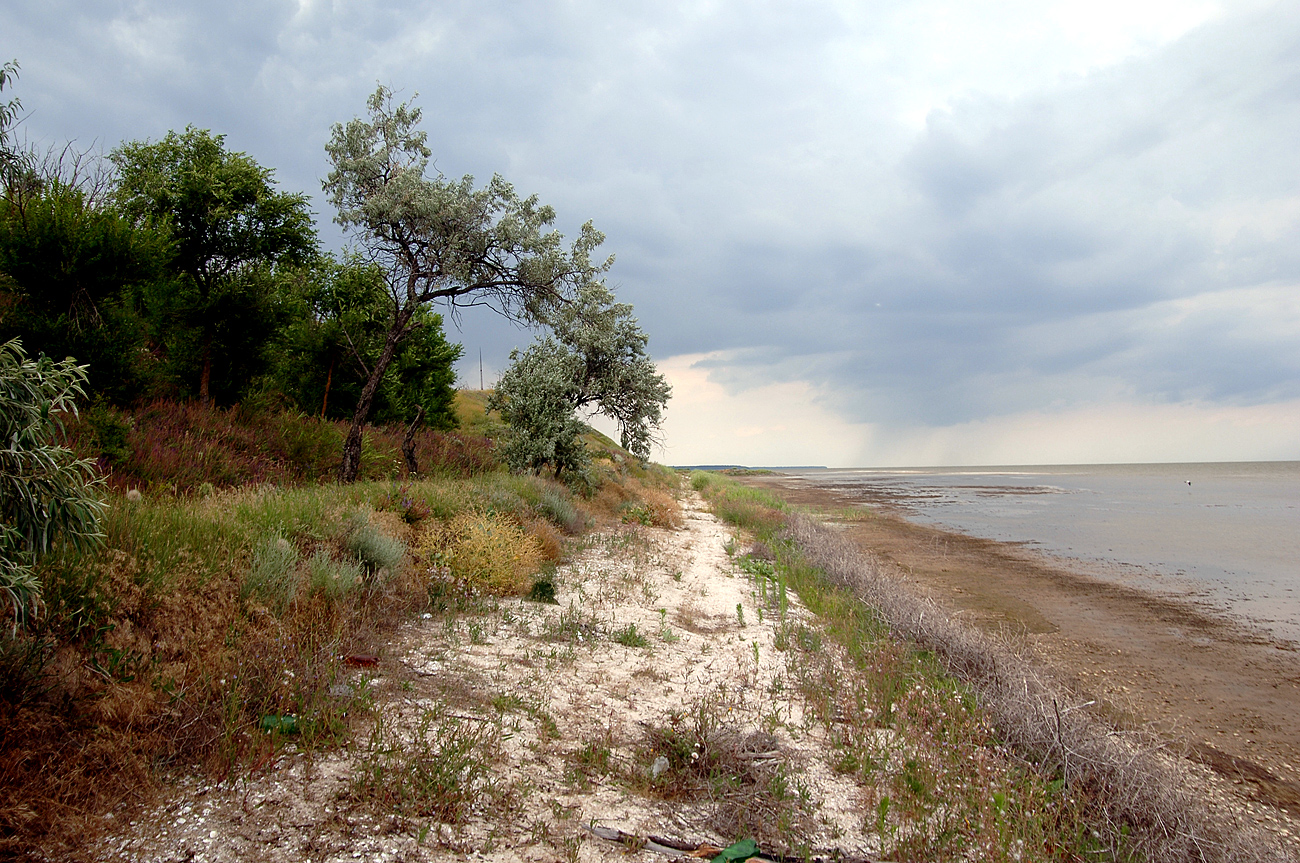
Молочный лиман у села

## Достопримечательности
В летнее время многие жители села торгуют рыбой, выставляя лотки у трассы перед своими дворами, что превращает всё село в один огромный рыбный базар.